# Hrádek Kotówka
Hrádek Kotówka (polsky Gródek stożkowaty Kotówka či Grodzisko Kotówka) je zaniklý středověký hrad v lese v Lubomii v gmině Lubomia v západní části Slezské vysočiny v okrese Wodzisław ve Slezském vojvodství v Polsku. Místo je celoročně volně přístupné.
O hrádku se nedochovaly žádné písemné prameny. Bylo to pravděpodobně opevněné knížecí sídlo ze 14. až 15. století. Jeho historii lze spojit s ratibořským vévodou Janem I. (1332 až 1380–1382) nebo jeho synem Janem II. Železným (asi 1365 až 1424). Budovy hradu se nedochovaly, ale lokalita má dobře dochovanou terénní formu i archeologické vrstvy kultur všech osídlení. Hrádek byl zničen někdy ve třicátých až šedesátých letech 15. století. Byly zde nalezeny také památky mezolitu, neolitu a doby bronzové z lužické kultury. Místo je památkově chráněno. K místu se také vážou pověsti o zlém knížeti, který byl poražen a jeho hrádek mu zapálili a který se ze zoufalství probodl mečem.

## Galerie

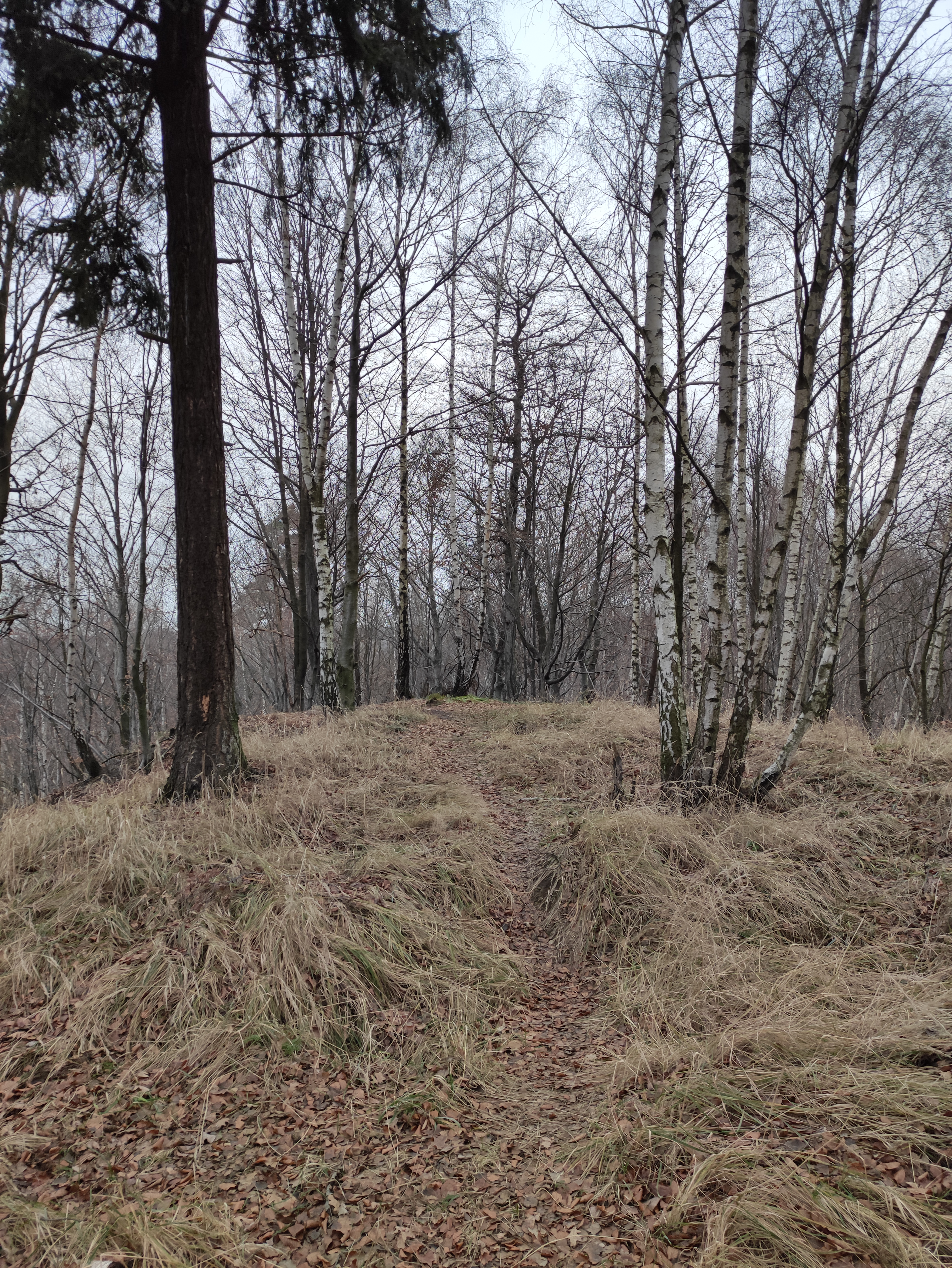
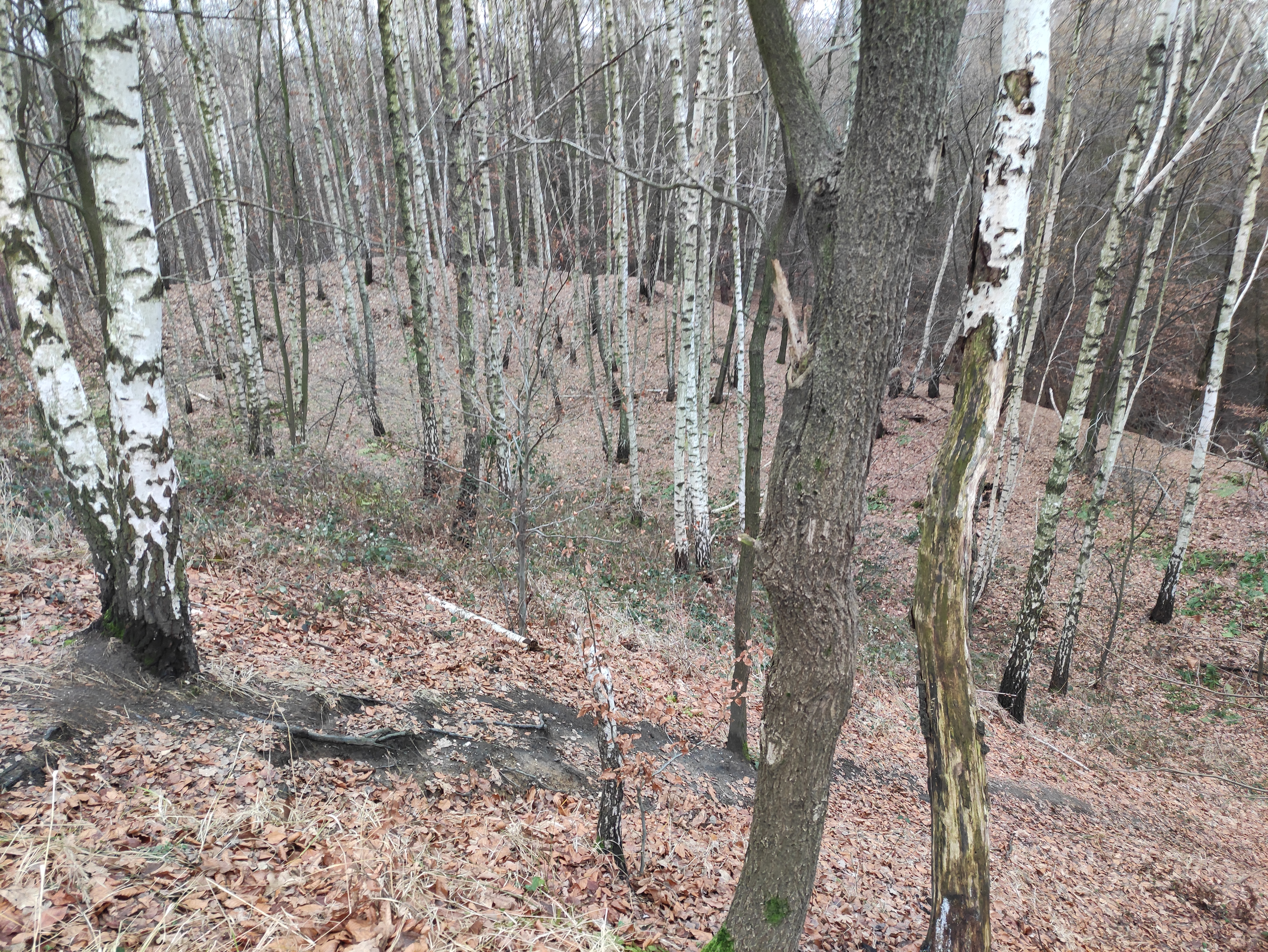